# 全日本チェス選手権
全日本チェス選手権（ぜんにほんチェスせんしゅけん）は、日本のチェスの棋戦である。

## 概要
日本のチェスのチャンピオンを決定する棋戦である。ゴールデンウィークに開催される。主催は2018年（第51回）まで日本チェス協会だったが、同協会の解散に伴い、2019年（第52回）から National Chess Society of Japan（NCS、現・日本チェス連盟）が主催を引き継いでいる。

### 競技方式
1979年（第12回）まではチャンピオンへの挑戦制度（6局制）であった。1980年からスイス式13ラウンドまたは14ラウンドとなる。2009年からは11ラウンド。スイス式になって以降、日本チェス協会主催の時代には選手権で1位から4位のプレーヤーがチェス・オリンピアードの選手たる資格を得ていた。
NCS主催に変わってから2019年はスイス式10ラウンドで行なわれた。2020年はCOVID-19の影響により開催が延期され、期間も短縮して10月31日から4日間7ラウンドで行なわれた。
またNCSでの重要な変更点として、チェス国籍を日本に置いていないプレイヤーは優勝しても「日本チャンピオン」の称号は認められないことになった。

## 歴代日本チャンピオン
- 第1回　1968年　宮坂幸雄
- 第2回　1969年　宮坂幸雄
- 第3回　1970年　宮坂幸雄
- 第4回　1971年　宮坂幸雄
- 第5回　1972年　権田源太郎
- 第6回　1973年　権田源太郎
- 第7回　1974年　浜田健嗣
- 第8回　1975年　権田源太郎
- 第9回　1976年　権田源太郎
- 第10回　1977年　権田源太郎
- 第11回　1978年　権田源太郎
- 第12回　1979年　権田源太郎
- 第13回　1980年　小田講文
- 第14回　1981年　小田講文
- 第15回　1982年　西村裕之
- 第16回　1983年　西村裕之
- 第17回　1984年　西村裕之
- 第18回　1985年　権田源太郎、ポール黒田
- 第19回　1986年　ジャック・ピノー
- 第20回　1987年　鈴木知道
- 第21回　1988年　ローレン・シュミット
- 第22回　1989年　権田源太郎
- 第23回　1990年　ホセリト・スンガ
- 第24回　1991年　マッツ・アンダーソン
- 第25回　1992年　ドミンゴ・ラモス
- 第26回　1993年　ジャック・ピノー (Jacques Pineau)
- 第27回　1994年　西村裕之
- 第28回　1995年　ドミンゴ・ラモス、松尾朋彦
- 第29回　1996年　権田源太郎
- 第30回　1997年　権田源太郎
- 第31回　1998年　渡辺暁
- 第32回　1999年　渡辺暁
- 第33回　2000年　渡辺暁
- 第34回　2001年　権田源太郎
- 第35回　2002年　サイモン・ビビー (Simon Bibby)
- 第36回　2003年　塩見亮、酒井清隆
- 第37回　2004年　酒井清隆
- 第38回　2005年　小島慎也
- 第39回　2006年　小島慎也、馬場雅裕
- 第40回　2007年　上杉晋作、小島慎也
- 第41回　2008年　小島慎也
- 第42回　2009年　サム・コリンズ (Sam Collins)
- 第43回　2010年　南條遼介、小島慎也
- 第44回　2011年　中村龍二、馬場雅裕
- 第45回　2012年　南條遼介
- 第46回　2013年　池田惇多
- 第47回　2014年　南條遼介
- 第48回　2015年　馬場雅裕
- 第49回　2016年　チャン・タン・トゥ (Trần Thanh Tú)
- 第50回　2017年　野口恒治
- 第51回　2018年　チャン・タン・トゥ
- 第52回　2019年　青嶋未来
- 第53回　2020年　チャン・タン・トゥ
- 第54回　2021年　＜開催されず＞
- 第55回　2022年　青嶋未来
- 第56回　2023年　南條遼介
- 第57回　2024年　南條遼介
- 第58回　2025年　チャン・タン・トゥ